# 1976 au théâtre
| Années du théâtre : 1973 - 1974 - 1975 - 1976 - 1977 - 1978 - 1979    |
| Décennies du théâtre : 1940 - 1950 - 1960 - 1970 - 1980 - 1990 - 2000 |

Cet article présente les faits marquants de l'année 1976 au théâtre.

## Événements
- Le Théâtre Kurokawa nō est reconnu bien culturel immatériel du Japon[1].

## Pièces de théâtre publiées
- For colored girls who have considered suicide / when the rainbow is enuf de Ntozake Shange, Shameless Hussy Press, Californie.

## Pièces de théâtre représentées
- 15 septembre : For colored girls who have considered suicide / when the rainbow is enuf de Ntozake Shange, première au Booth Theatre, New York.
- 29 septembre : Le Scénario de Jean Anouilh, mise en scène Jean Anouilh et Roland Piétri, Théâtre de l'Œuvre (création)
- 4 décembre : Chers zoiseaux de Jean Anouilh, à la Comédie des Champs-Élysées
- décembre : première mondiale de La Mort et l'écuyer du roi de Wole Soyinka, à l'université d'Ife (Nigéria), mise en scène par l'auteur.
- La Chasse au canard d'Alexandre Vampilov, première représentation au Théâtre russe de Riga, mise en scène par Alexandre Katz
- Lucienne et le boucher de Marcel Aymé, mise en scène Nicole Anouilh, Théâtre Saint-Georges

## Décès
- 9 janvier : Germaine Michel (°1892)
- 31 janvier : Fernand Sardou (°1910)
- 23 février : Gabrielle Doulcet (°1890)
- 14 mars : Thérèse Dorny (°1891)
- 4 juillet : Hervé Sand (°1937)
- 15 novembre : Agnès Capri (°1907)
- 1er décembre : Jane Marken (°1895)
- 2 décembre : Jane Marnac (°1886)